# Ruslan Sheijau
Ruslan Sheijau –en bielorruso, Руслан Шэйхаў; en ruso, Руслан Шейхов, Ruslan Sheijov– (Majachkalá, 4 de junio de 1977) es un deportista bielorruso de origen daguestano que compitió en lucha libre. Ganó tres medallas de bronce en el Campeonato Mundial de Lucha entre los años 2006 y 2011, y una medalla en el Campeonato Europeo de Lucha de 2007.

## Palmarés internacional
| Campeonato Mundial | Campeonato Mundial | Campeonato Mundial | Campeonato Mundial |
| Año                | Lugar              | Medalla            | Categoría          |
| ------------------ | ------------------ | ------------------ | ------------------ |
| 2006               | Cantón (China)     | Medalla de bronce  | 96 kg              |
| 2010               | Moscú (Rusia)      | Medalla de bronce  | 96 kg              |
| 2011               | Estambul (Turquía) | Medalla de bronce  | 96 kg              |
| Campeonato Europeo |                    |                    |                    |
| Año                | Lugar              | Medalla            | Categoría          |
| 2007               | Sofía (Bulgaria)   | Medalla de plata   | 96 kg              |